# Прядь о Снэбьёрне Борове
«Прядь о Снэбьёрне Борове» — произведение исландской средневековой литературы, текст которого сохранился в составе «Книги о заселении Исландии». Исследователи полагают, что он содержался уже в ранней редакции, «Книге Стюрмира», составленной в первой половине XIII века. Существуют два варианта текста, в составе «Книги Стурлы» и «Книги Хаука». При этом Стурла Тордарсон существенно сократил текст, убрав все реплики героев. В составе пряди есть две висы (одна из них написана нестандартным эпическим размером форнюрдислаг), и остаётся неясным, были ли они частью изначальной устной традиции, или их написал составитель «Книги о заселении Исландии».
Прядь связана с преданиями Городищенского фьорда (Боргарфьорда). Один из её героев, Халльбьёрн, отрубает голову своей жене Халльгерд, дочери хёвдинга Одда из Междуречья, отказавшейся сопровождать его в торговом плавании. Двоюродный брат Одда Снэбьёрн Боров убивает Халльбьёрна. Потом (приблизительно в 978 году) Снэбьёрн отправляется в море, на поиски Гуннбьёрновых Островков, находит сушу и останавливается там на зимовку. Из-за найденного в кургане кошеля с деньгами начинаются распри. Спутники Снэбьёрна убивают его и возвращаются в Исландию, но там погибают сами от руки убийцы, нанятого хёвдингом Торкелем Бахромой.